# Snaporaz
Gli Snaporaz sono stati un gruppo musicale italiano indie rock, formatosi a Livorno nel 1995 e attivo fino al 2003.
La loro musica, arricchita da una sezione fiati, è un mix di vari sottogeneri del rock, con sonorità che spaziano dal britpop alla patchanka con una forte propensione all'ironia.
Il loro nome rimanda all'omonimo personaggio del film di Federico Fellini, La città delle donne.

## Storia

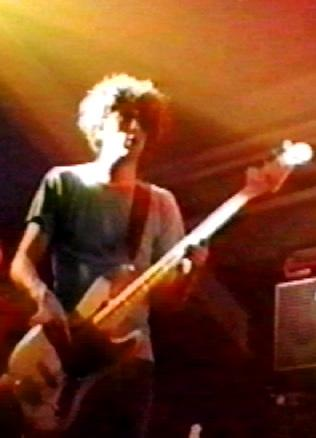
Valerio Fantozzi

Nati nella metà degli anni novanta a Livorno guidati dal cantante ed autore dei testi Carlo Virzì nel 1997 vengono ingaggiati dal regista Paolo Virzì (fratello di Carlo) per partecipare alla colonna sonora del film Ovosodo, che realizzano in collaborazione con Battista Lena.
L'anno seguente esce l'LP Ovosodo e il ritorno della micronite, che contiene i  singoli Ecchè non lo sai? e Ovosodo.
Nel 1998 partecipano alla compilation Five Leaves Theft, disco tributo a Nick Drake.
Nel 1999 realizzano la colonna sonora del film Baci e abbracci di Paolo Virzì dove partecipano anche come attori nel ruolo di una sgangherata rockband, sempre nel 1999 esce l'LP Tantalana che contiene i due singoli:Il traffico e Vendo la Diesel. 
Nel 2001 esce l'LP Salto con te contenente i singoli Il grande bastardo e Mister, (per questa canzone viene realizzato un videoclip di animazione disegnato da Davide Toffolo). Nell'album, prodotto da Giovanni Ferrario, la tromba è suonata da Roy Paci.
Nel 2003 suonano la cover di Nick Drake Cello song per il film My name is Tanino di Paolo Virzì. Il gruppo si scioglie, Carlo Virzì prosegue per la carriera cinematografica.
Nel 2007 hanno tenuto un estemporaneo concerto al locale The Cage di Livorno.

## Formazione

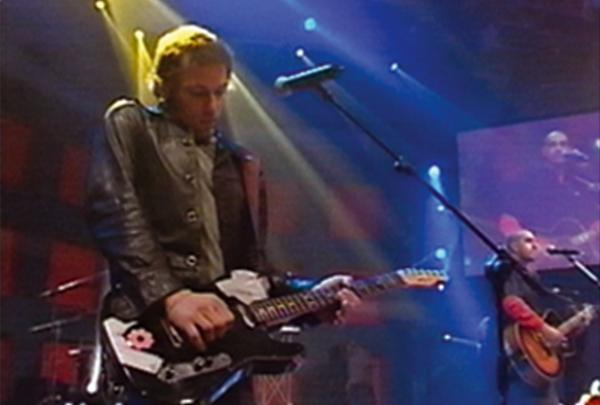
Matteo Pastorelli e Carlo Virzì

- Carlo Virzì – chitarra e voce
- Toto Barbato – batteria
- Matteo Pastorelli – chitarra
- Valerio Fantozzi – basso
- Gianluca Ferrara – tromba
- Massimo Gemini – sassofono

## Discografia

### Album
- 1997 – Ovosodo e il ritorno della micronite (Noys/Sony)
- 1999 – Tantalana (Noys/Sony)
- 2001 – Salto con te (Baracca e Burattini)

### Singoli
- 1997 – Ecchè non lo sai?
- 1999 – Il traffico
- 1999 – Vendo la Diesel
- 2001 – Il grande bastardo
- 2001 – Mister
- Cello song (cover di Nick Drake)

### Colonne sonore
- 1997 – Ovosodo
- 1999 – Baci e abbracci

### Partecipazioni a compilation
- 1998 – Five Leaves Theft

## Videografia
Video musicali
- 1997 – Ecchè non lo sai, da Ovosodo e il ritorno della micronite, Baracca&Burattini/Sony (regia di Fluid Video Crew).
- 1999 – Il traffico, da Tantalana!, Baracca&Burattini/Sony (regia di Paolo Virzì).
- 1999 – Vendo la diesel, da Tantalana!, Baracca&Burattini/Sony (regia di Paolo Virzì).
- 2001 – Mister, da Salto con te, Baracca&Burattini/Edel (regia di Davide Toffolo).
- 2001 – Il grande bastardo, da Salto con te, Baracca&Burattini/Edel (regia di Alessandro Barbadoro e Giovanni Pasquini).